# 東貴博のヤンピース
東貴博のヤンピース（あずまたかひろのヤンピース）は、ニッポン放送をキーステーションにかつて生放送されていたラジオ番組。2006年10月2日放送開始。2008年8月28日に終了。

## パーソナリティ
- 東貴博 （Take2）
- 月に一度、準レギュラーとして西川史子が主に月曜日若しくは木曜日に出演する。

## 放送時間
- 毎週月曜日〜木曜日22:00〜24:00

## 概要
- 前番組「東貴博 ニッポン全国 ラジベガス」では東が月曜日から金曜日まで担当していたが、この番組からは、月曜日〜木曜日が「東貴博のヤンピース」、金曜日が「南海キャンディーズ 山里亮太のヤンピース フライデースペシャル」として放送されるようになった。
- この枠で月曜日〜木曜日の番組はオールナイトニッポンいいネ!以来3年6ヶ月ぶりである。
- ネタコーナーはポイント制で、ネタ職人番付がある。

### タイムテーブル
- 22:00 フリートーク
- 22:20
- 22:35 曜日別コーナーI （ネタ職人番付に反映）
  - 月曜日 アズゲータウン
  - 火曜日 ザ・モンスター
  - 水曜日 Aちゃんじゃないの?
  - 木曜日 アズマー・テン
- 22:40頃
- 22:55頃 ゲスト登場
- 23:00 ベースボールクイズ
- 23:10 ゲストトーク
- 23:35頃 KAT-TUN スタイル
- 23:45 曜日別コーナーII （ネタ職人番付に反映）
  - 月曜日 TAKAHEROES アズ・マシ・オカの「ヤッター!」
  - 火曜日 おじいちゃんの教え、おばあちゃんの教え
  - 水曜日 惑星581c
  - 木曜日 アズ・悠・ライク
- 23:55 エンディング（エンディングテーマは日替り）

## 番組終了時のコーナー

### 全曜日共通コーナー

#### ベースボールクイズ
- 以前はスペシャルウィーク限定のコーナーだったが、好評につき2007年10月29日よりコーナーレギュラー化。
問題は全部で9問、解答者は1人で、出題前に「ヒット」「二塁打」「ホームラン」のいずれかを宣言し、問題に答え、塁を埋め、得点を稼いでいく。なお、「ヒット」の問題には、言葉が速くなる「剛速球問題」、言葉が遅くなる「スローボール問題」、問題文が消える「消える魔球問題」がある。1問間違えるごとに1アウト、3問間違えると3アウトでゲームセット。1点につき賞金2000円、最高賞金（9点）は18000円になる。
- 2008年3月24日〜28日までNTTドコモが提供。1問正解につき5000円。最高45000円。

### 曜日別コーナー

#### 月曜日

##### エアコン
- エアーコンテストの略。
- リスナーにさまざまな「エア」種目で対戦してもらうコーナー。

##### TAKAHEROES アズ・マシ・オカの「ヤッター!」
- 話題沸騰のドラマ『HEROES』にちなんでアズ・マシ・オカ〔東MAX〕が思わず「ヤッター!」と叫びたくなるようなシチュエーションを送る。

##### アズゲータウン
- モバゲータウンをモデルにした「アズゲータウン」にあったらいいなと思うゲームを考えるコーナー。
- ゲームのタイトルと内容が紹介される。
- 懐かしいゲームの音楽が流れる｡

#### 火曜日

##### 世界仰天ボイス
毎週出題されるお題に対してリスナーに仰天ボイスを披露してもらうコーナー。

##### ザ・モンスター
- 巷で流行っている、モンスター○○!〔モンスターペアレント〕まだまだ世間に知られていないモンスター○○と、そのモンスターが言いそうなことを考えて送る。
- BGMはポケットモンスターの初代オープニング。

##### おじいちゃんの教え、おばあちゃんの教え
- おじいちゃん、おばあちゃんが教えてくれたとっておきのことを教えてもらうコーナー。
- ヤンピース末期では最もコーナーとしては人気であった。

#### 水曜日

##### 崖っぷち部活王!
- 崖っぷちの部活を救う部活動応援コーナー。
- クイズに答えられれば部員募集の告知、お悩み相談のほか、東特製の部活動CMがもらえる。

##### Aちゃんじゃないの?
- 「Aちゃん」が不思議がっている様子を送ってもらうコーナー。
- AちゃんとはAZUMA（東）の頭文字で矢沢永吉とは関係ないと言っている。キャラは矢沢風である。

##### 惑星581c
- 地球にそっくりな惑星、グリーゼ581cにちなんだコーナー。惑星581cは地球よりも少し早く誕生したという事なので､地球より進んでいる所を送ってもらうコーナー。
- 東が言うには、綺麗なネタはいらないという事｡(例)ちょっとだけ進んでいるところ｡太陽が雨の涙｡等

#### 木曜日

##### 東クレーム処理係
リスナーの腹の立つことなどを東が聞くコーナー。ムカつく人・物の代わりに東が謝ってくれる。

##### アズマー・テン
- 第一三共ヘルスケアの胃腸薬「ガスター10」のCMのパロディ。いろいろな物、状況に対する「使用上の注意」を送ってもらうコーナー。東曰く「全国に流れていると思うと恥ずかしい。」とのこと。長い文章が多いのでよく噛む。
- 「使用上の注意」の前後に必ず「アズマー・テン!」と叫び、医薬品のCM同様その度にチャイムが鳴る。

##### アズ・悠・ライク
- 東が阿久悠をモデルとした「アズ・悠」を名乗り、毎週、ある曲のワンフレーズの一部分をダメ出しし、好きなように歌うコーナー。
- コーナーのテーマ曲は「ドレミの歌」の英語版。必ず「ドがドゥーと歌われていること」に突っ込む。
- 番組終了間際のため、たまに声が裏返る事がある。

## 特別なコーナー
西川史子の夜の保健室
- 西川が悩みある学生を対象に恋愛や性の悩みを相談する｡電話やメールで相談する｡

学校対抗ベースボールクイズ
- ベースボールクイズの学校対抗版。1回目は学校対抗､賞金は東の自腹で10万円。2回目は受験生対抗でニッポン放送が賞金10万円をだした。

## 東山 紀信
グラビアアイドルなどがゲストに来た時に東が篠山紀信ならぬ「東山紀信」（あずやまきしん）になり、「ポラロイドカメラ」でアイドルを撮影する。
- 必ずアイドル等に「くりきんとーん」といわせる。
- 撮影した写真はマネージャーの許可が出次第リスナーにプレゼントされる。
- リスナーにすればとても卑猥に聞こえるとの事。

## 途中で終了したネタコーナー
- 真相報道ヤンキシャ!
  - 日本テレビ真相報道バンキシャ!のパロディ。日替わりで学生に「ヤンキシャ」として周りで起きた出来事を紹介してもらう。前番組ラジベガスでは「学校ニュースステーション」という類似したコーナーがあった。
- サッカークイズ
  - 2人1組のリスナーが10問のクイズに挑戦する。答える場合は「シュート」、パスする場合は「パス」と出題の前に宣言する。パスは2回のみ。パスをすると次の問題に入り、解答権が相方に変わる。10問中1問「レッドカード問題」が含まれており、シュートを宣告すると即ゲームセット、賞金は無し。日替わりでゲストが応援するため、10問中1問はゲストに関するクイズが出題される。1問正解で2000円、最高賞金18000円。
- 47都道府県別!雑学王への道!!
  - ロケ芸人東貴博が毎週、各都道府県にちなんだ雑学問題（3択が殆ど）をリスナーから募集し、東が問題に答える。
  - 東が負けたらノベルティの「ヤンス」が2枚もらえる。
  - しかし、実際に送られる問題は主旨とずれているもの（その県出身の有名人の誕生日など）が多かった。 
    - 2007年1月22日〜7月2日
- ヤンピー先生の夢は逃げていっちゃった!
  - 学校のユニークな先生を紹介する。同局で放送されているヤンキー先生!義家弘介の夢は逃げていかないのパロディ。東貴博が「悪家弘介」としてメールを紹介する。しかし物マネはあまりに似ていない。
  - 爆笑問題の田中裕二に、｢このコーナー、酷いな。｣と、太田光の私が総理大臣になったら…秘書田中。の収録の帰りにタクシーで言われたことがある。
  - 本家『ヤンキー先生』のパーソナリティーを務める義家弘介が第21回参議院議員通常選挙への立候補を表明した影響で、コーナーは順延になった。 
    - 番組開始〜2007年7月2日
    - 2007年7月30日〜番組改編
- 腹筋朗読選手
  - 女子リスナーが腹筋をしながら本を読み、美声を響かせてもらう。
  - 勝ったリスナーには腹筋朗読クイーンとなり、商品（のど飴）が送られた。 
    - 2006年10月16日〜1月15日
- 素振りのあと…!
  - 素振りの後に思わずもらした一言を考える。 
    - 番組開始〜2007年4月24日
- ちゃんヒデ
  - ちゃんヒデこと中山秀征が言いそうなことを芸能用語（言葉の一部をひっくり返したもの）で考える。
- 言わないよ絶対!
  - 槇原敬之 の代表作、もう恋なんてしないのフレーズ「言わないよ絶対」にちなんだコーナー。
  - 有名人が絶対に言わなさそうな言葉を考える。
  - 初代ラジベガス時代から続いていた長寿コーナー。 
    - ラジベガス〜2007年4月24日
- DJ東のアゲアゲカーニバル
  - 有名人のテンションが上がりそうなセリフを考える。
  - ネタの最後には福山雅治ネタが必ず紹介される。
- ヤンピース超人名鑑
  - キン肉マンII世に出て欲しい超人を考える。
  - 元々は東が「ロケ超人東MAXマン」という名で「キン肉マンII世」に登場させてもらうはずだったが、作者のゆでたまごがなかなか東MAXマンを登場させず、これに怒った東が対抗する形で始まった。何度かゆでたまごに電話を掛けるが、重要なところで切られてしまい、留守電に切り替わる。「もうどうだっていい」と本人が言ったため、最後は電話をしなくなった。
  - プレイボーイに東八郎が場の空気を読めない感じで登場した。台詞は『頑張れ,頑張れおいらの、なまか』
  - ネタの最後には必ずといっていい程エメラルドグリーン超人三沢が紹介される｡
- アベカン!
  - アベカンこと阿部寛が勘違いしそうなことを考える。BGMはテレ朝のTRICK を使用。
  - 「これ、ハッピーターンだ」というセリフが途中から流行った。
  - 元々須藤理彩がゲストに来たときに、阿部寛が電話で声がよく聞こえなくて一部だけ声が聞こえるということがこのコーナーの発端になった。
- ボク、バカなのら〜
  - 東が忘れてしまったことを教えてもらうコーナー。東が「バカボン」ならぬ「タカボン」となってメールを読んでいくが、東曰くやりたくないコーナーで「今日はこのコーナーやらなくていいよ。」とか「もうメール送ってこないでね」と言ったりしている。
  - 中川翔子がピンチヒッターを務めた際には「しょこたボン」となってメールを読んだ。
  - また、ゲストがこのコーナーに参加したこともあり、堀江由衣は「ゆいボン」、水樹奈々は「ななボン」、MAO/dはディーボンとなって、パートナーを務めた（ただし、堀江はその日ゲストではなくアシスタントとして2時間フル出演していた）。
    - 番組開始〜2007年10月18日
- 東教授の脳を鍛える官能小説
  - 『専門用語』で官能小説（大人のラブストーリー）を書いてもらう。
  - メールの最後には、必ず『あぁー、〜〜〜ちょーだい。』と言う｡
- 裁判員
  - 裁判員となって法廷内の出来事を教えてもらう。
  - 東が「これは良かった」と思われる作品にはポイントが2〜3倍になる｡
  - ほとんど最後には、MAO/dのネタが出る。
- どうして東MAXは下ネタが許されるのか
  - どうして竿竹屋は潰れないのか、をもじって世の中にあるどうして〇〇は××なのか?を問う。
  - しかしこのコーナーは欽ちゃんが聞いていたら東が危うくなるため2回しか行われなかった｡
- 3年B組東八先生
  - 学校のユニークな先生を紹介する。ヤンピー先生の夢は逃げていっちゃった!の後継コーナー。東貴博が「金八」ならぬ「東八」となって紹介をする。
  - 不評ですぐに打ち切り。
  - 打ち切りになったのには、東の金八先生のモノマネが下手という理由もあり、このことを後に月刊MotoGPプラスの中で暴露されてしまった。
- ヤンピース受験部
  - 受験生応援企画コーナー。入部した人には、 志望校下見ツアーや有名人による講義などをする。
  - 結局、リスナーにロッテの雪見だいふくをグラビアアイドルが届けにやって来る企画になった。
  - 講師として現役東大生、木村美紀を迎え再開。再開にあたり「めざせ志望校絶対合格!」というタイトルが取れ、ただの「ヤンピース受験部」になった
    - 番組開始〜2006年10月23日 2007年12月17日〜センター試験終了につき終了。
- 映画甲子園の道
  - "こんな作品を作ったら面白そう!"というあらすじや出演者を書いたプロットを作るコーナー。
  - 本格的なプロット(脚本)でもネタでもよいが、基本的にはネタしか読まれなかった。
    - @niftyの協力。
- 実におもしろい 
  - 福山雅治演じる月9ドラマ「ガリレオ」（終了）で理系であるガリレオ（湯川）が面白がるツボを書いてもらう。
- ヤンピース認定 世界三大遺産!
  - 勝手に世の中のベスト3を決めるコーナー。世界の三大○○、と送る。
- SORE! SORE! 祭り
  - テンションが上がりそうな台詞を「ソレソレ」の掛け声に乗せるコーナー。
  - DJ東のアゲアゲカーニバルと雰囲気やテンションが似ていたため、東はデジャブじゃないかと疑ったこともある。
  - コーナーのはじめに「アルアルじゃなくソレソレです」とかならず言う。
  - コーナー中に流れる「ソレソレ」の声は初回はスタッフの声だったが、ニッポン放送のアナウンサーや芸能人、丸の内のOLなどの声であり、毎週変わる。
  - 東曰く「スタッフの悪ノリコーナー。」
  - 2007年12月25日、ラジソンの直後だったため初期の掛け声が流された。
- あながちウソじゃない
  - よく考えてみるとあながち嘘じゃなかったかなと言う事を考える。
  - コーナー設立初期の最後には必ずといっていいほど別所哲也の「ハムの人」ネタや中尾彬の「ネジネジ」ネタ、地井武男ネタが紹介された。

## 最終回
- 2年間に渡って送ってきた、伝説のネタコーナー（終了したネタコーナー）が最終回に復活した。面白いネタを送ったリスナーには、ラジベガス時代のノベルティで、少しだけ残っていた東マネーか、ずいぶん前に撮影した東のサイン入りポラロイドがプレゼントされた。
- 復活したネタコーナー
  - SORE! SORE! 祭り!
  - 実におもしろい
  - 言わないよ絶対
  - ヤンピース超人名鑑
  - ボク、バカなのら〜
  - アベカン!
  - 素振りのあと…!
  - あながちウソじゃない
  - DJ東のアゲアゲカーニバル
  - 東教授の脳を鍛える官能小説
- DCT-TVで東と共演しているDREAMS COME TRUEの中村正人が、アメリカでのレコーディングの合間を縫って、サプライズゲストとして登場した。
- 番組の最後には、ネタ職人や電話で登場したリスナーが、東へのメッセージを述べた。

## ネタ職人番付
- 曜日別のネタコーナーやメールテーマを募集したときに読まれると、公式サイト内の番付に○○回採用と表され、3ヶ月に1度発表される番付に横綱になると豪華賞品が貰える。

## 歴代横綱
- 一代目なんかようかん
- 二代目増田ジゴロウとほのか姫
- 三代目初恋☆
- 四代目さとみ
- 五代目もりちゅう
- 六代目もりちゅう
- 七代目もりちゅう
- 八代目おにぎり侍

## 箱番組
- KAT-TUN スタイル 23:35〜23:45頃

### 途中で終了した箱番組
- AAAのA〜お話 22:20〜22:30頃　（〜2007年3月29日）
- Very2 MAO/d 23:50〜23:55頃（2007年2月1日〜9月28日）
- アイドリング!!!のラジオリング!!! 22:20〜22:25頃（2007年10月1日〜2008年3月27日）

## BITTER SWEET CAFE
- 「BITTER SWEET CAFE（ビタースウィートカフェ）」と題されたラジオドラマである。2006年10月16日から放送開始。2007年終了時に放送終了。
- 放送時間：月〜木　22:40〜22:50頃

1. 「忘れられない恋のうた」2006年10月16日〜11月9日（小原信治原作。優香、小栗旬出演、主題歌は戸田康平「陽に向かう」）[1]
2. 「待つ男、来る女、見る男」2006年11月13日〜11月23日（柿本流脚本。鈴木亜美、山里亮太、今村直樹出演）
3. 「忘れられない恋のうた 2nd season」2006年11月27日〜12月7日（小原信治脚本。南明奈、田中圭出演）
4. 「心霊探偵 八雲 〜赤い瞳は知っている」2006年12月11日〜12月21日（神永学原作、北阪昌人脚本。與真司郎（AAA）、戸田恵梨香、山賀教弘出演）
5. 「忘れられない恋のうた 3rd season」2006年12月25日〜2007年1月5日（小原信治脚本。金田美香、斉藤祥太出演）
6. 「映画『あなたを忘れない』サイドストーリー『光のかなたへ』」2007年1月8日〜1月18日（北阪昌人脚本。マーキー（HIGH and MIGHTY COLOR）、浜口順子、杉山聡出演）
7. 「忘れられない恋のうた 4th season」2007年1月22日〜2月1日（小原信治脚本。柄本佑、高部あい出演）
8. 「人魚姫は終わらない」2007年2月5日〜2月8日（青木江梨花脚本。内野謙太、小出由華出演）
9. 「キャプテントキオ 〜新田秋生の華麗な1週間」2007年2月12日〜2月22日（渡辺一志脚本。中尾明慶、日村勇紀ほか出演）
10. 「スイッチを押すとき」2007年2月26日〜3月1日、3月5日〜3月8日（山田悠介原作、北阪昌人脚本。木南晴夏、北村栄基ほか出演）
11. 「産隆大學應援團」2007年3月12日〜3月15日、3月19日〜3月22日（金子茂樹原作。今井雅之、東貴博ほか出演）
12. 「忘れられない恋のうた 〜春風〜」2007年3月26日〜3月29日、4月2日〜4月5日（小原信治脚本。吉沢悠、香里奈、ゆずほか出演）
13. 「サバイバルアイランド」2007年4月9日〜4月12日、4月16日〜4月19日（ティム・ファース原作。Musical Academy出演）
14. 「人生保険 ザ･ラスト・ラブレター」2007年4月23日〜4月26日、4月30日〜5月3日（青木江梨花脚本。山本梓、北村栄基、山賀教弘出演）
15. 「梅ちゃんの演出助手一日入門」2007年5月7日〜5月10日（すずまさ脚本。梅垣義明、吉澤ひとみ、すずまさ出演）
16. 「ファルコン探偵事務所」2007年5月14日〜5月17日（青木江梨花脚本。板尾創路、小原正子（クワバタオハラ）出演）
17. 「忘れられない恋のうた 〜私の中のもうひとりの僕」2007年5月21日〜5月31日（小原信治脚本。増田英彦（ますだおかだ）、夏川純、山賀教弘出演）
18. 「ところで、君はUFOを見たか?」2007年6月4日〜6月7日（上田誠脚本。東貴博、諏訪雅(ヨーロッパ企画)ほか出演）
19. 「キサラギ 〜another story〜 週に一度のラブレター」2007年6月11日〜6月14日、6月18日〜6月21日（三枝玄樹脚本。小栗旬、ライムライトほか出演）
20. 「おいらの花火」2007年6月25日〜6月28日（瀬戸カトリーヌ、鈴之助出演）
21. 「東遊記」2007年7月2日〜7月5日、7月9日〜7月12日（小野寺雅之脚本。東貴博、はしのえみ、パッション屋良、イジリー岡田ほか出演）
22. 「ごめん 〜届かなかった手紙〜」2007年7月16日〜7月19日、7月23日〜7月26日（早美あい、広瀬彰勇ほか出演）
23. 「ブルーブルーブルー」2007年7月30日〜8月2日、8月6日〜8月9日（木下あゆ美、青木さやか、小関里恵ほか出演）
24. 「瞳は君ゆえに」2007年8月13日〜8月16日（島本理生原作。徳永えり、窪田正孝、兼子舜ほか出演）
25. 「1999.9年の夏休み」2007年8月20日〜8月24日、8月27日〜8月30日（松枝佳紀脚本。本田有花、橋本愛実、阪田瑞穂、安川結花ほか出演）
26. 「マイルドに死ぬ前に」2007年9月3日〜9月13日（楠野一郎脚本。水野美紀、設楽統出演）
27. 「未来予想図 アイシテルのサイン 〜another story〜」2007年9月17日〜20日、9月24日〜27日（志羽竜一脚本。松下奈緒、竹財輝之助ほか出演）
28. 「アイカル」2007年10月1日〜4日、10月8日〜10月11日（北阪昌人脚本、佐藤寛子、松田直樹、加茂美穂子他 出演）
29. 「ありがとう」2007年10月15日〜10月18日、10月22日〜10月25日（清水覚脚本、藤井美菜、辻絢架、山賀教弘 出演）
30. 「婚姻届はまだですか」2007年10月29日〜11月1日（水野十六脚本、袴田吉彦、西山繭子 他出演）[2]
31. 「クラウディット」 2007年11月5日〜11月15日（徳永えり、小関里恵、小林且弥 他出演）
32. 「ムーンライトジャーニー」2007年11月19日〜11月22日（北阪昌人脚本、田島俊弥、もたい陽子 出演他）
33. 「悪意」（高橋幸子、石井揮之 ほか出演） 2007年11月26日〜11月29日
34. 「ドアチャイムを鳴らす猫」2007年12月3日〜12月6日（水野十六脚本、横堀悦夫・魏涼子 出演他）
35. 「クロスロード」2007年12月10日〜12月13日（尾身美詞、黒崎照、豊田茂 他出演）
36. 「Momma Don't cry」2007年12月17日〜12月21日

## ゲスト
基本的にアーティストやグラビアアイドル、お笑い芸人の出演が多いが、たまに声優や女優も出演する。この項目では複数回出演したゲストのみ記載する。
- 西川史子 ※出演時に『ヤンピース 夜の保健室』がある。
- 水樹奈々
- AAA（『ラジベガス』時代から放送していた箱番組『AAAのA〜お話』を担当していたため）
- AKB48
- この他、新垣里沙、里田まい等、ハロー!プロジェクトに属するタレントも多数出演している。

## ピンチヒッター
- 2007年
  - 3月21日：ペナルティ
  - 8月6日：西川史子
  - 8月7日：Every Little Thing
  - 8月8日：滝沢秀明
  - 8月9日：中川翔子
  - 9月5日：小島よしお
  - 9月24日：西川史子
  - 9月26日：SEAMO、hiroko（mihimaru GT）
  - 12月31日：山里亮太、ヒダカトオル（BEAT CRUSADERS）（山里亮太とヒダカトオルのヤンピースカウントダウンスペシャル）→22:00-25:00の3時間特番
- 2008年
  - 2月5日：山里亮太（南海キャンディーズ 山里亮太のヤンピース チューズデースペシャル）
  - 4月21日〜4月24日：義家弘介（『ヤンピースSP ヤンキー先生!義家弘介の夢への第一歩』自身のレギュラー番組の項を参照）

## グッズ
- 曜日別コーナーでネタメールが読まれると、ヤンスと呼ばれるノベルティグッズがもらえる。正体はもらってみてのお楽しみだったが、以前リスナーに、正体をばらされてしまった。
  - メールを採用された人全員に送付していたため無くなってしまい、東が選んだリスナーにのみ送られるようになった。ここ最近は東の引越しに伴い、家にあった私物が送られている。
- SPウィークの2007年12月13日には東の私物であった「タンス」がリスナーに送られた。
- ネタ職人番付で横綱になると、欲しいものが東の自腹でもらえる。
- 第一回ネタ職人番付の最終番付表に載っていたリスナーに、ネタ職人番付Tシャツが送られた。
- 12月18日、東がテレビ番組で汗を拭いている「金塊」がリスナーにプレゼントされた。
- ヤンピース受験部のグッズでNTTドコモの「合格ドコモダケ」を10000名にプレゼントすると言う企画を受験シーズンにやっている。

## その他
- 2007年12月24日、ラジオ・チャリティー・ミュージックソン中のヤンピースでは、通常のヤンピース内で放送している「KAT-TUNスタイル」のメインパーソナリティー、田口淳之介と赤西仁の2人が1回限りの「田口淳之介と赤西仁のヤンピース」として放送した。このとき、東貴博は、アシスタントとして働いた。
- 2007年12月26日、本番組の公式ウェブサイトがリニューアルされ、『スーパーマリオブラザーズ』を模したHPになり、東貴博のヤンピースはマリオ、山里亮太のヤンピースはルイージのようなデザインになった。

## ネット局
- HOT'n HOT お気に入りに追加!以降、ニッポン放送の22:00〜24:00枠の番組のネット局数は、近年縮小傾向にある。

| 青森放送 | IBC岩手放送 | 山形放送 | ラジオ福島 | 茨城放送       |
| 信越放送 | 山梨放送    | 北陸放送 | 福井放送   | 東海ラジオ放送 |
| KBS京都  | ラジオ関西  | 山陰放送 | 山口放送   | 西日本放送     |
| 高知放送 | 長崎放送    | 熊本放送 | 大分放送   | 宮崎放送       |

- 和歌山放送は2007年4月2日から自社製作番組「つれもてナイト」開始のため、2007年3月30日でネットを打ち切り。
  - 和歌山放送のネット打ち切りにもかかわらず、2007年4月2日、3日のオープニングでは｢全国24局ネットで放送中、東貴博のヤンピース。｣と流してしまった。
- 2007年9月20日の放送は、熊本放送からのオンエアで、アシスタントに同局の野溝美子アナウンサーが登場した。また、ゲストに地元熊本のタレント、かめきちと山内要（KあんどK）が登場、そして、山内要の叔父（という）、慶徳二郎も登場し、オリジナル曲「ふりむけば慶徳」を流す。これまでは熊本だけで流れていたが、これが初めての全国での放送となった。
- KBCラジオが2008年の春改編で自社制作番組「VERO②VA（ベロベロバー）」放送のため、また、静岡放送は2008年3月31日からTBSラジオのBATTLE TALK RADIO アクセスに切り替えたため、2008年3月27日でネット打ち切り、3月31日から全国21局ネットとなる｡
- 2008年3月31日にCM内のフィラーの音楽が変わった｡

## スタッフ

### チーフディレクター
- 角銅秀人
- そのほかに木村ディレクター（本名不詳）もいる。

関係者
番組終了時ホームページに掲載されていた写真では、本人含め23人が映っている。